# Burgruine Neuhaus (Schorndorf)
Die Burgruine Neuhaus ist die Ruine einer Gipfelburg (hochmittelalterliche Adelsburg) auf einer 30 Meter hohen freistehenden Felskuppe in der Gemarkung Neuhaus der Gemeinde Schorndorf im Oberpfälzer Landkreis Cham in Bayern. Die Anlage ist unter der Aktennummer D-3-72-158-13 als denkmalgeschütztes Baudenkmal von Neuhaus verzeichnet. Ebenso wird sie als Bodendenkmal unter der Aktennummer D-3-6841-0066 im Bayernatlas als „archäologische Befunde im Bereich der mittelalterlichen Burgruine und des abgegangenen frühneuzeitlichen Schlosses von Neuhaus“ geführt.

## Geschichte

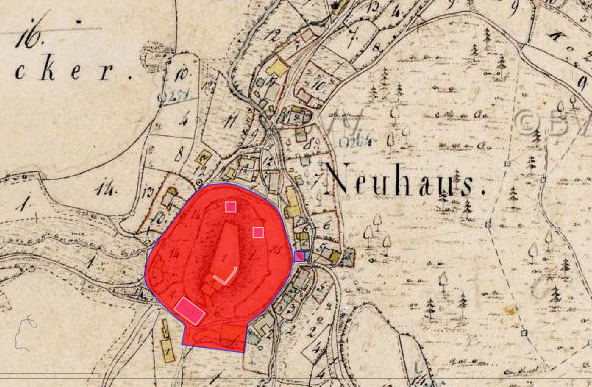
Lageplan der Burgruine Neuhaus (Schorndorf) auf dem Urkataster von Bayern

Urkundlich wird erstmals 1254 ein „Otto de novo castro“ genannt, wobei unklar ist, ob er zu dem Geschlecht der Buchberger oder Satelboger gehört. Ab dem 14. Jahrhundert sind die Sattelboger als Besitzer der Burg nachgewiesen, worauf 1320 eine Bezeugung von „Milot und Jacob von dem Newnhaus“ für Friedrich Sattelboger hinweist und 1351 ist Konrad Sattelboger als Burgherr gesichert.
Eine für das Jahr 1445 genannte Zerstörung der Burg Neuhaus durch Herzog Albrecht III. von Bayern-München wegen Raubrittertum bezieht sich vermutlich eher auf die Burg Neuhaus bei Nittenau im benachbarten Landkreis Schwandorf, die sich im Besitz der Zenger befand. 
Da die Burg in verschiedene Anteile aufgeteilt war, gelangen diese in der Folgezeit an mehrere Besitzer. 1641 wurde die Burg während des Dreißigjährigen Krieges zerstört. 
1829 bis 1918 war die Ruine im Besitz der Hochadelsfamilie Thurn und Taxis und ist danach im Besitz der Brauerfamilie Schauer aus Sattelpeilnstein.
Von der Gipfelburg sind noch bedeutende Mauerreste des Wohnturms erhalten, die heute als Bühne und Kulisse für Freilichtaufführungen („Theater auf der Burg“) dienen. 